# Kraftverkehr Gebr. Wiedenhoff

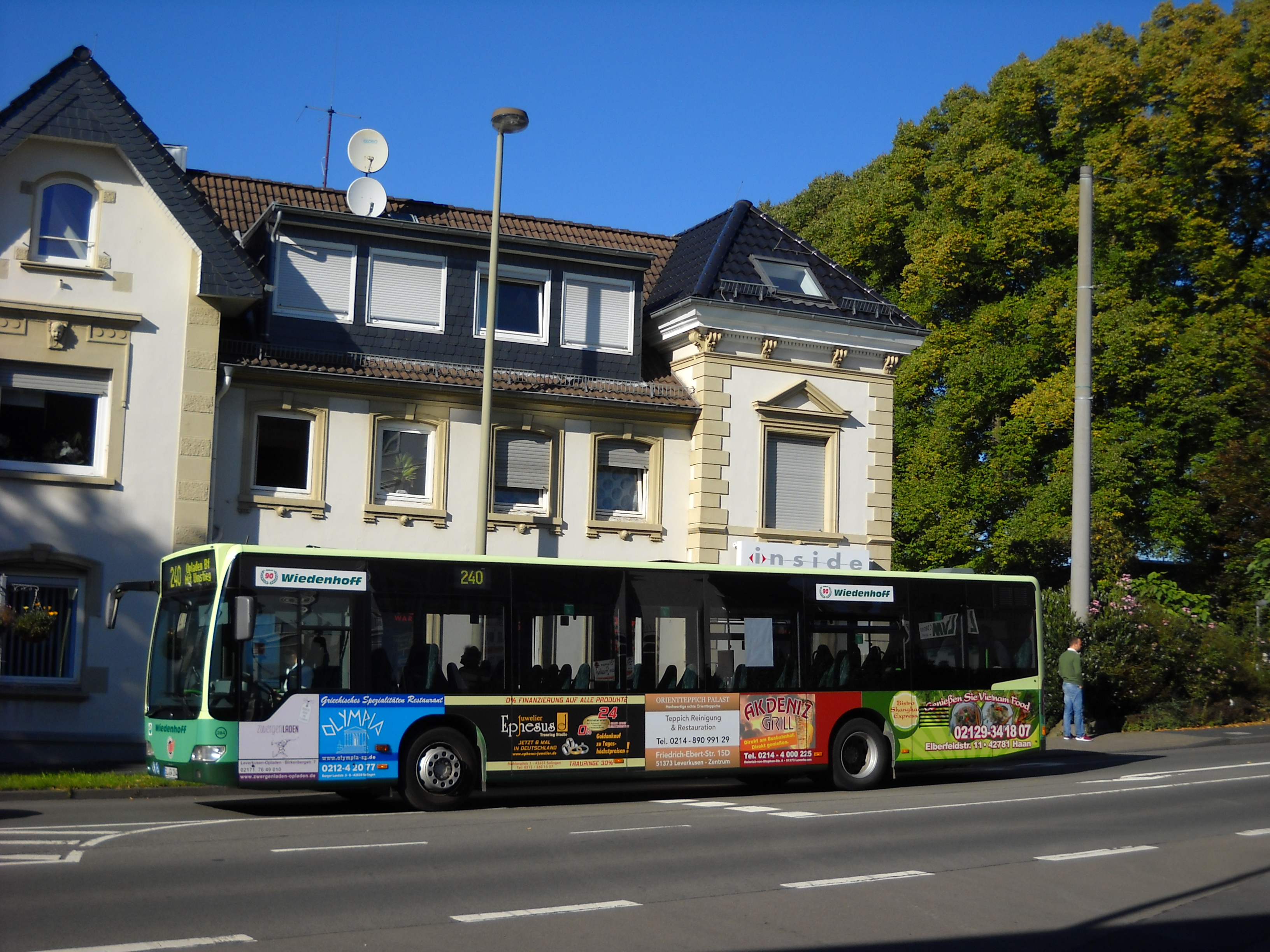
Bus von Wiedenhoff in Burscheid (2015)

Die Kraftverkehr Gebr. Wiedenhoff GmbH & Co. KG ist ein privates Verkehrsunternehmen mit Sitz in der Stadt Solingen. Sie betrieb sieben Buslinien, den Linienbusverkehr in Teilen von Solingen sowie den umliegenden Kreisen und Städten. Auch die Durchführung von Schüler- und Reiseverkehr gehört zu den Tätigkeiten des Unternehmens.

## Geschichte
Die Geschichte des Unternehmens begann in der ehemals eigenständigen Gemeinde Witzhelden, als dort Privatpersonen vergeblich versucht hatten, eine Buslinie nach Solingen zu betreiben. Der damalige Bürgermeister von Witzhelden, Gustav Marquardt, wandte sich im Jahr 1924 an die Brüder Leo und Otto Wiedenhoff, die zu der Zeit lediglich Buttertransporte betrieben. Auf Geheiß des Bürgermeisters führten sie ab Mitte der 1920er Jahre dann auch einen Personentransport für Witzhelden durch. Diese erste Buslinie führte von Hilgen über Witzhelden nach Solingen; eine Fahrt führte sogar über Solingen hinaus nach Widdert. Der Betrieb entwickelte sich trotz einiger Probleme recht gut und Anfang der 1930er Jahre begann man, Busstrecken der Rheinischen Bahngesellschaft AG zu übernehmen. So wurden weitere Omnibusstrecken in Solingen und Umgebung bedient, ehe am 26. Februar 1936 die Eintragung des Unternehmens in das Handelsregister erfolgte.
Der Zweite Weltkrieg ging auch an Wiedenhoff nicht spurlos vorüber. Linien mussten eingestellt werden, Omnibusse wurden zu Kriegszwecken missbraucht und zerstört oder stark versehrt hinterlassen. Erst gegen Ende der 1940er Jahre konnte man nach und nach wieder Linienverkehr herstellen. Im Jahr 1950 folgte dann der Einstieg in den Reisebusverkehr, zunächst mit einer Reisebusfahrt nach Österreich. Als im Jahr 1953 beide Brüder starben, führten deren Kinder das Unternehmen fort. Seit den 1990ern ist das Unternehmen Mitglied im Verkehrsverbund Rhein-Sieg.
Ende Oktober 2015 wurde bekannt, dass der Rheinisch-Bergische Kreis sechs der bislang von Wiedenhoff betriebenen Buslinien nach Ablauf der Verträge mit dem Unternehmen im Dezember 2016 per Direktvergabe an das kommunale Tochterunternehmen Kraftverkehr Wupper-Sieg aus Leverkusen abgeben lassen wollte. Wiedenhoff kündigte an, diese Vorgehensweise gerichtlich überprüfen zu lassen. Anfang Dezember 2015 stellte Wiedenhoff bei der Bezirksregierung den Antrag, die Linien nach 2016 künftig eigenwirtschaftlich zu betreiben, eine Direktvergabe ist somit nicht mehr möglich.
Nach einem Streit um Einnahmeverteilungen, kündigte der Verkehrsverbund Rhein-Sieg dem Unternehmen zum 30. Juni 2021 den Kooperations- und den Einnahmen-Aufteilungsvertrag, auch die zuständigen Bezirksregierungen entzogen dem Unternehmen die Linienkonzessionen. Zum 1. Juli 2021 wurden die Buslinien von der Regionalverkehr Köln (RVK; N8, 240, 252, Teile der 255 neu als 258) und der Wupsi (240, 250 und Teile der 255) übernommen. Inzwischen fährt Wiedenhoff wieder auf einiger ihrer alten zuvor an die wupsi abgegebenen Linien, jedoch im Auftrag der wupsi.

## Linien

### Ehemalige Linien
- Witzhelden – Solingen – Widdert
- 9 Solingen – Witzhelden – Burscheid[6]
- Witzhelden – Hilgen
- Solingen – Wald – Haan
- Solingen – Löhdorf – Ohligs
- Solingen – Katternberg

| Liniennummer | Linienweg | Bemerkung                                                           |
| ------------ | --- | ------------------------------------------------------------------- |
| 239/240      | LEV-Opladen – Burscheid-Hilgen (– Wermelskirchen-Dabringhausen als TaxiBus)                                                                               | Linie 240 Wiedenhoff, Linie 239 Kraftverkehr Wupper-Sieg            |
| 240          | Wermelskirchen Bf – Bergisch Born – Remscheid-Lennep | Gemeinsam mit Stadtwerke Remscheid                                  |
| 249          | Bürgerbus Burscheid | Ehrenamtlicher Kleinbusverkehr, Fahrzeuggestellung durch Wiedenhoff |
| 250          | Köln, Breslauer Platz/Hbf – Leverkusen Mitte – Opladen Bus-Bf – Leichlingen Bus-Bf – Solingen, Graf-Wilhelm-Platz                                         |                                                                     |
| 252          | Burscheid, Bus-Bf – Paffenlöh – Witzhelden – Wupperhof/Glüder – Solingen, Graf-Wilhelm-Platz                                                              |                                                                     |
| 255          | K-Flittard, Chempark (S) – Leverkusen Mitte – Opladen Bus-Bf – Stoss / Leichlingen Bus-Bf – Leichlingen Bf – Stöcken/Oberschmitte – Witzhelden Busbahnhof |                                                                     |
| N 8          | Nachtbus Leichlingen |                                                                     |

### Solinger Busnetz in den 1930er Jahren
Vom 1. April 1931 bis zur Kündigung durch die Stadt Solingen am 1. April 1938 wurden folgende Buslinien von den Gebrüdern Wiedenhoff bedient.
- A Graf-Wilhelm-Platz – Mangenberg – Ohligs – Schützenplatz
- B Katternberg – Graf-Wilhelm-Platz – Mangenberg – Wald – Haan
- C Haan – Ohligs – Aufderhöhe, Siebels
- D Aufderhöhe, Siebels – Mangenberg – Graf-Wilhelm-Platz
- E Graf-Wilhelm-Platz – Krankenanstalten – Wasserturm

## Geschäftsbereich Wiedenhoff-Reisen

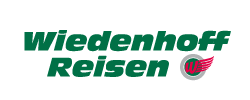
Logo Wiedenhoff-Reisen

Zum Jahresende 2018 hat die Firma Wiedenhoff den Reisebetrieb eingestellt, sowie die Reisebüros in Solingen (Bismarckstrasse) und Witzhelden geschlossen. Laut dem Geschäftsführer Ralf Weltersbach war in den Reisebüros „kaum noch etwas los“ (Das Solinger vom Sonntag 71734).